# Merced (rivier)

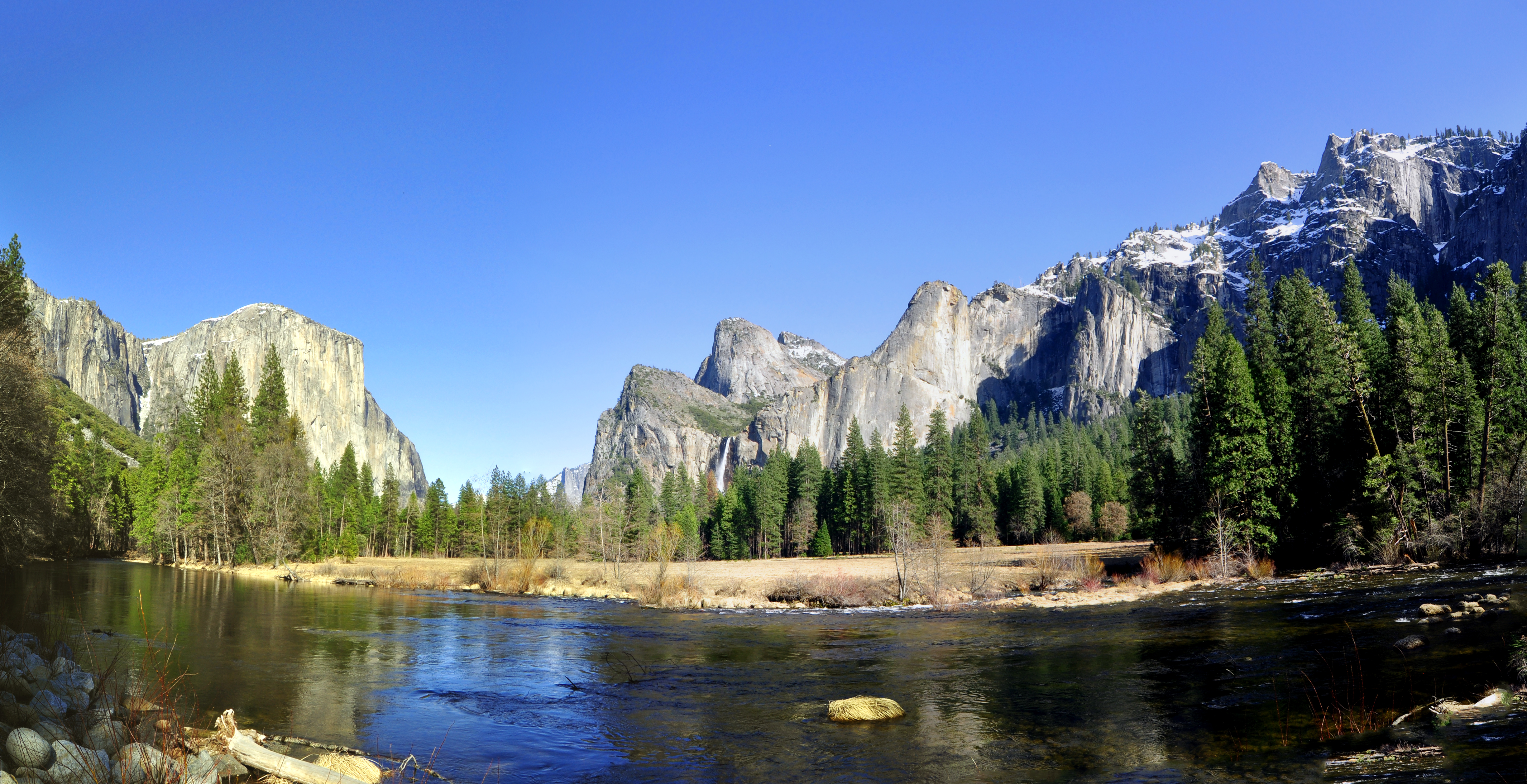
De Merced in de Yosemite Valley, met zicht op de granieten rotsen van Yosemite.

De Merced (Engels: Merced River) is een 233 kilometer lange zijrivier van de San Joaquin in de Amerikaanse staat Californië. De Merced ontspringt in de centrale Sierra Nevada, meer bepaald in het Yosemite National Park, en loopt van daar naar de Central Valley.
De Merced begint als een snelle en steile bergstroom door Yosemite en loopt onder andere door de beroemde Yosemite Valley. Als het de uitlopers en de laaglanden in de Central Valley bereikt, verandert de Merced in een trage, meanderende stroom tussen geïrrigeerde landbouwgebieden. Hoewel de stroom gedeeltelijk erkend is als National Wild and Scenic River, zijn er sinds de 19e eeuw verschillende dammen gebouwd, met name op de benedenloop. In de jaren 1990 werd een dam net ten westen van Yosemite afgebroken om de habitat te herstellen en tegenwoordig loopt de Merced zonder obstakels van haar bron tot aan Lake McLure in de Central Valley.